# الف اسپاونسر
الف اسپاونسر (به انگلیسی: Alf Spouncer) زادهٔ ۱ ژوئیه ۱۸۷۷ بازیکن فوتبال اهل انگلستان بود که سابقهٔ بازی در تیم ملی فوتبال انگلستان را در کارنامهٔ خود دارد. وی در تاریخ ۲۶ مارس ۱۹۰۰ تنها بازی ملی خود را در مقابل تیم ملی فوتبال ولز انجام داد.